# 히스토리 (텔레비전 채널)
히스토리(영어: History)는 미국의 미디어 기업 에이앤이 네트웍스(A+E Networks)의 국제위성 및 케이블 방송 채널을 말한다. 미국 월트 디즈니 컴퍼니 50%, 허스트 커뮤니케이션이 50% 소유한다.

## 역사
1995년부터 2008년까지 더 히스토리 채널을 채널의 이름으로 사용하였으며, 2008년 3월 20일 이후, 히스토리로 채널 명을 변경하였다.

## 대한민국
대한민국에서는 2002년 1월 1일 중앙일보·중앙방송과 A+E 네트웍스의 합작으로 '히스토리채널'이 론칭했으나, 2008년 12월 31일, 광고수주 적자와 종합방송 진출을 고려해 폐국 결정을 내렸다. 그러나 2009년 1월 1일, 히스토리채널은 한국지사 성격으로 THC(The History Channel) 콘텐츠를 독점 수급해 위성으로 내려받아 한국어 자막을 추가해서 HD급 방송 채널로 다시 개국하였다. 그리고 2017년 9월 22일, A+E 네트웍스가 한국에 진출해 론칭했다.

## 시청 방법
- 케이블TV, 지니 TV, U+ TV, B tv, KT스카이라이프 등과 같은 유료 방송이면 시청 가능하다.
- 이용 가능한 OTT 서비스 : 티빙
- 참고 사항 : OTT 서비스의 경우 드라마 등 일부 프로그램은 저작권이 없어 제공하기는 당연히 불가능하다.